# Arthur-Menge-Brunnen

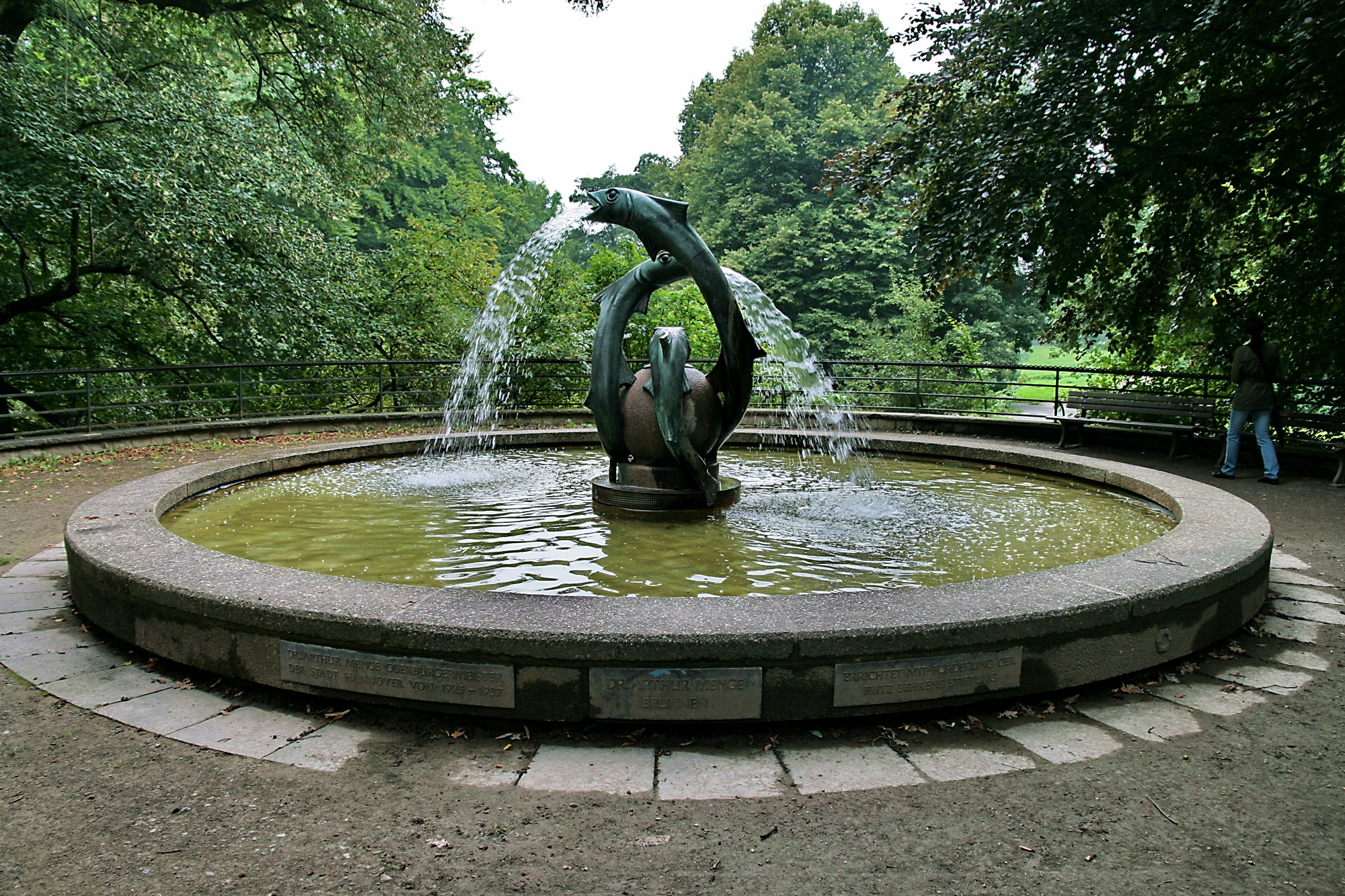
Der nach dem hannoverschen Oberbürgermeister Arthur Menge benannte Brunnen mit den drei wasserspeienden Lachsen

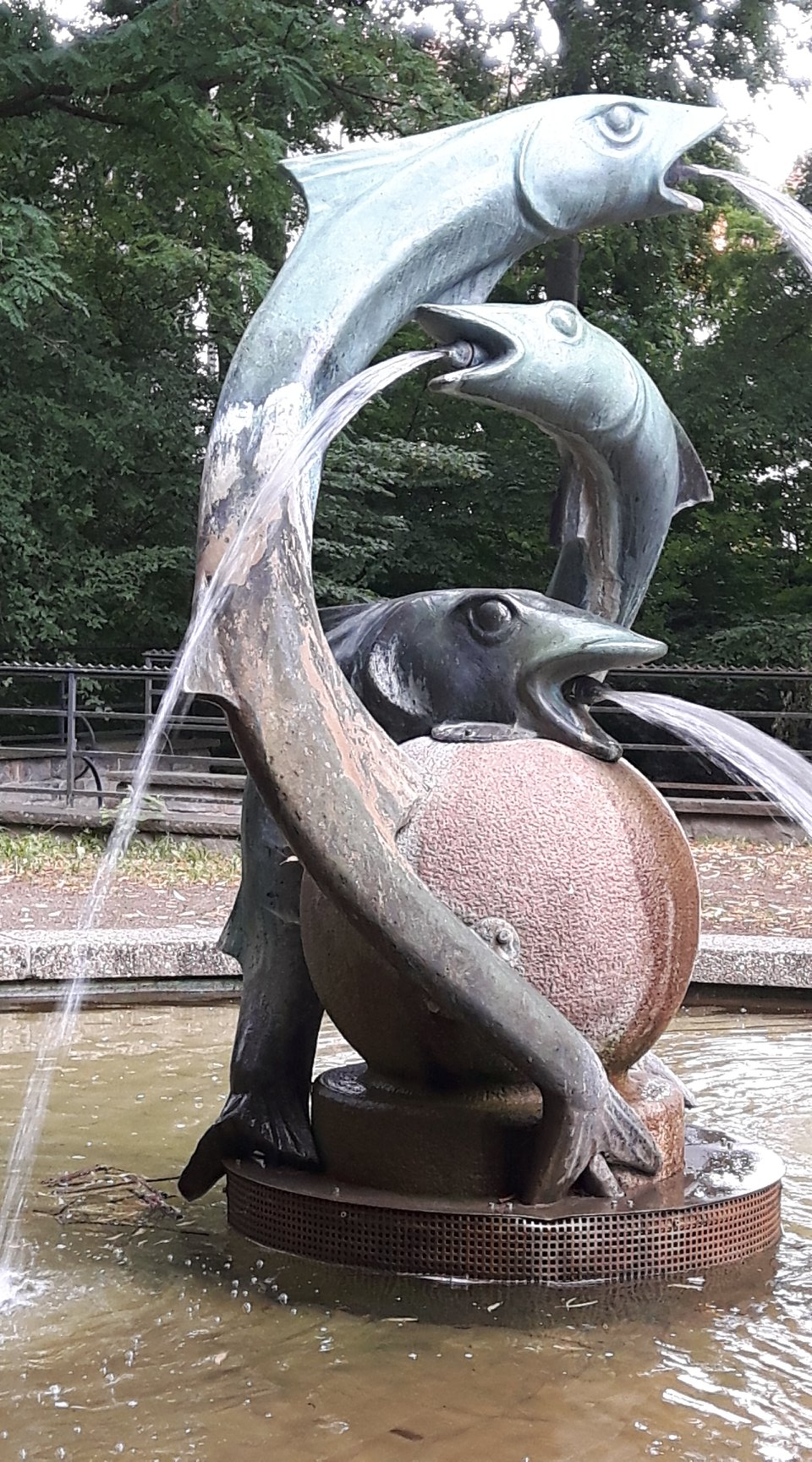
Nahaufnahme der Lachsfiguren

Der Arthur-Menge-Brunnen ist ein denkmalgeschützter Brunnen in der Südstadt von Hannover. Die Anlage in der Grünanlage am Vierthalerweg wurde auf einer kleinen Bastion nahe dem Döhrener Turm errichtet, die heute in den für Kraftfahrzeuge gesperrten und nur von Rad- und Fußwegen durchzogenen Grünstreifen eingebettet ist, der den Maschsee mit der südlichen Eilenriede verbindet.  Er war das letzte Werk des damals 90-jährigen Bildhauers Ludwig Vierthaler und stammt aus dem Jahr 1964, 1965 oder 1966. Er wurde zu Ehren des hannoverschen Oberbürgermeisters Arthur Menge (1884–1965) als Schenkung der Fritz-Behrens-Stiftung an die Bürger der niedersächsischen Landeshauptstadt errichtet.
Neben dem offiziellen Namen findet sich wegen der als Wasserspeier aus Bronze gegossenen Lachse auf einer in Stein gehauenen Kugel in einem runden Becken auch die Bezeichnung Springende Lachse für den Brunnen.
Vierthaler hatte bereits im Jahr 1959 für einen privaten Garten das Thema der springenden Lachse in ähnlicher Auffassung modelliert, jedoch in kleinerem Maßstab und unter dem Titel „Mosaikbrunnen mit Fischen“.
Der Arthur-Menge-Brunnen ähnelt dem 1961 von Vierthaler geschaffenen Pelikan-Brunnen. Auch bei den drei zu einer Art Turm geformten Fischleibern blieb sich der Bildhauer treu: „Bis zuletzt ist Vierthalers stilistische Verpflichtung gegenüber der zeichenhaften Ornamentik des Jugendstils, der auch seine künstlerische Jugend prägte, unverkennbar.“